# Lyonia
Lyonia (în latină Lyonia) este un gen de arbuști din America de Nord și Asia de Est familia Ericaceae. Conține 35 de specii.

## Nume
Genul și-a primit numele științific în onoarea grădinarului scoțian John Lyon (1765–1814), care a lucrat în statele americane Pennsylvania și Tennessee.
Sinonimele genului includ următoarele nume:
- Desmothamnus Small
- Neopieris Britton
- Xolisma Raf.

## Răspândirea
Plantele din acest gen sunt comune în Asia de Est, precum și în estul Statelor Unite și în Caraibe. Unele specii pot crește în sol puternic îmbibat cu apă. Plante similare cu reprezentanții genului Pieris.

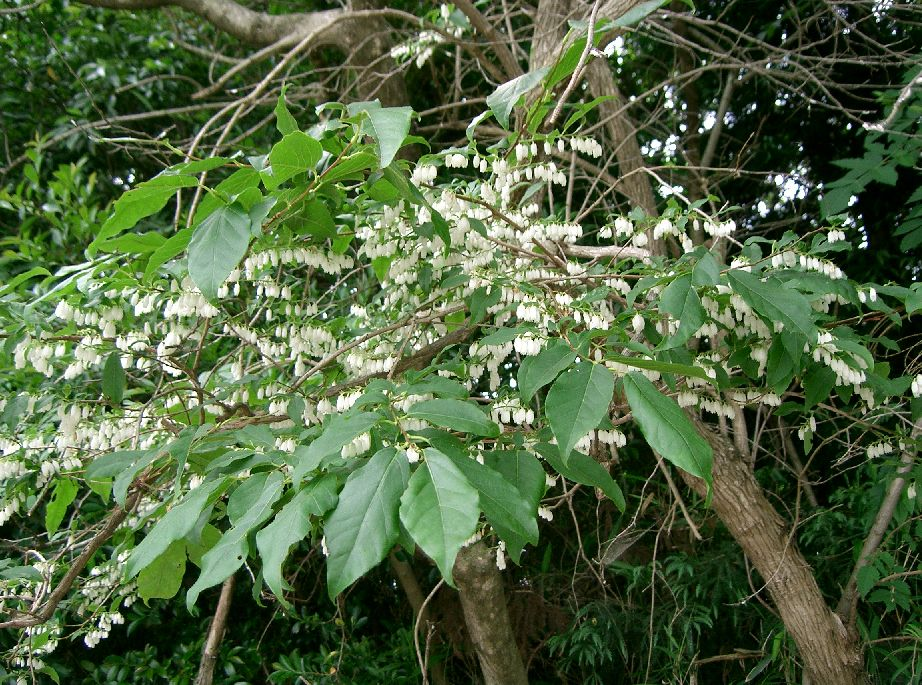
Lyonia nezikii

## Descriere biologică
Arbuști de foioase sau veșnic verzi, uneori copaci mici. Frunzele sunt de obicei înțepătoare și au adesea solzi sau pete pe partea inferioară. Inflorescențe căzute, formate la axilele frunzelor; florile sunt cilindrice sau în formă de clopot, cu corole albe sau crem. Timp de înflorire - primăvară.

## Cultivare
Unele tipuri de lyonia sunt cultivate ca plante de grădină, sunt apreciate pentru inflorescențe destul de frumoase primăvara și frunziș roșu intens toamna. Cea mai cunoscută specie din cultură este Lyonia mariana.
Solul pentru creșterea lionilor, ca majoritatea celorlalte ruci, trebuie să fie acid. Este de dorit ca solul să fie, de asemenea, bine drenat și suficient de nutritiv. Leii cresc cel mai bine la umbră parțială. Rezistența la îngheț a plantelor este foarte dependentă de specie. Reproducere - semințe, butași, stratificare.